# Coop és Cami megkérdezi!
A Coop és Cami megkérdezi! (eredeti cím: Coop & Cami Ask the World) 2018 és 2020 között vetített amerikai televíziós vígjátéksorozat, amelyet Boyce Bugliari és Jamie McLaughlin alkotott. A főbb szerepekben Dakota Lotus, Ruby Rose Turner, Olivia Sanabia, Albert Tsai, Paxton Booth és Rebecca Metz látható.
A sorozat 2018. október 12-én mutatták be Amerikában a Disney Channelen, Magyarországon 2019. április 29-én mutatták be a Disney Channelen.

## Ismertető
A sorozat két főszereplője Cooper és Cami Wrather, a középiskolás testvérek, akik együtt vezetik Coop online műsorát, a Mit válassz? címűt. A duó, Ollie kistesójukkal és Coop legjobb barátjával, Freddel kiegészülve érdekes, olykor kínos kérdéseket tesznek fel, melyeket nézőik segítségével válaszolnak meg. Minden nap egy új kaland a Wrather família számára, akikhez hozzá tartozik még nővérük, Charlotte és anyjuk, Jenna is. A sorozat a mindennapi családi helyzeteket és a felnőtté válást szívvel és humorral közvetít a nézőknek.

## Szereplők

### Főszereplők
| Szereplő               | Színész          | Magyar hang               |
| ---------------------- | ---------------- | ------------------------- |
| Cooper "Coop" Wrather  | Dakota Lotus     | Tóth Márk                 |
| Cameron "Cami" Wrather | Ruby Rose Turner | Dolmány-Bogdányi Korina   |
| Charlotte Wrather      | Olivia Sanabia   | Csifó Dorina              |
| Fred                   | Albert Tsai      | Szirtes Marcell (1. évad) |
| Fred                   | Albert Tsai      | Molnár Olivér (2. évad)   |
| Ollie Wrather          | Paxton Booth     | Mayer Marcell             |
| Jenna Wrather          | Rebecca Metz     | Sági Tímea                |

### Mellékszereplők
| Szereplő        | Színész          | Magyar hang     |
| --------------- | ---------------- | --------------- |
| Minty           | Reece Caddell    | Mayer Szonja    |
| Walker igazgató | Kevin Daniels    | Bognár Tamás    |
| Manny           | Zach Timson      | Molnár Levente  |
| Malcolm         | Ian Grey         | Boldog Gábor    |
| Deb             | Victoria Lopez   | Tamási Nikolett |
| Benjamin apja   | Troy Metcalf     | Kapácsy Miklós  |
| Ms. Pappas      | Travina Springer | Mezei Kitty     |
| Peyton          | Jayden Bartels   | Gyarmati Laura  |

## Epizódok
| Évad | Évad | Epizódok | Eredeti sugárzás  | Eredeti sugárzás     | Magyar sugárzás   | Magyar sugárzás      |
| Évad | Évad | Epizódok | Évadpremier       | Évadfinálé           | Évadpremier       | Évadfinálé           |
| ---- | ---- | -------- | ----------------- | -------------------- | ----------------- | -------------------- |
|      | 1    | 21       | 2018. október 12. | 2019. április 13.    | 2019. április 29. | 2019. szeptember 13. |
|      | 2    | 28       | 2019. október 5.  | 2020. szeptember 11. | 2020. október 5.  | 2021. április 2.     |

## Gyártás
A sorozat 2018. május 4-én jelentették be. A vezető produceri Boyce Bugliari és Jamie McLaughlin. Az első évad premierje 2018. október 12-én volt. A sorozatot az It's a Laugh Productions gyártja. 2019. január 25-én bejelentették, hogy a megújítják egy második évadra. A második évad premierje 2019. október 5-én volt.